# Los Telepáticos
Los Telepáticos son una banda madrileña. Su LP debut se llama Con la fiesta a cuestas, mientras que su siguiente álbum es llamado Cambio y fuera.
Los cuatro integrantes son rioplatenses (tres uruguayos y un argentino) que se encontraron en la calle Tres Peces, Antón Martin en 2018. Han girado en Nueva Zelanda y Latinoamérica.